# Zjazdy w Wyszehradzie

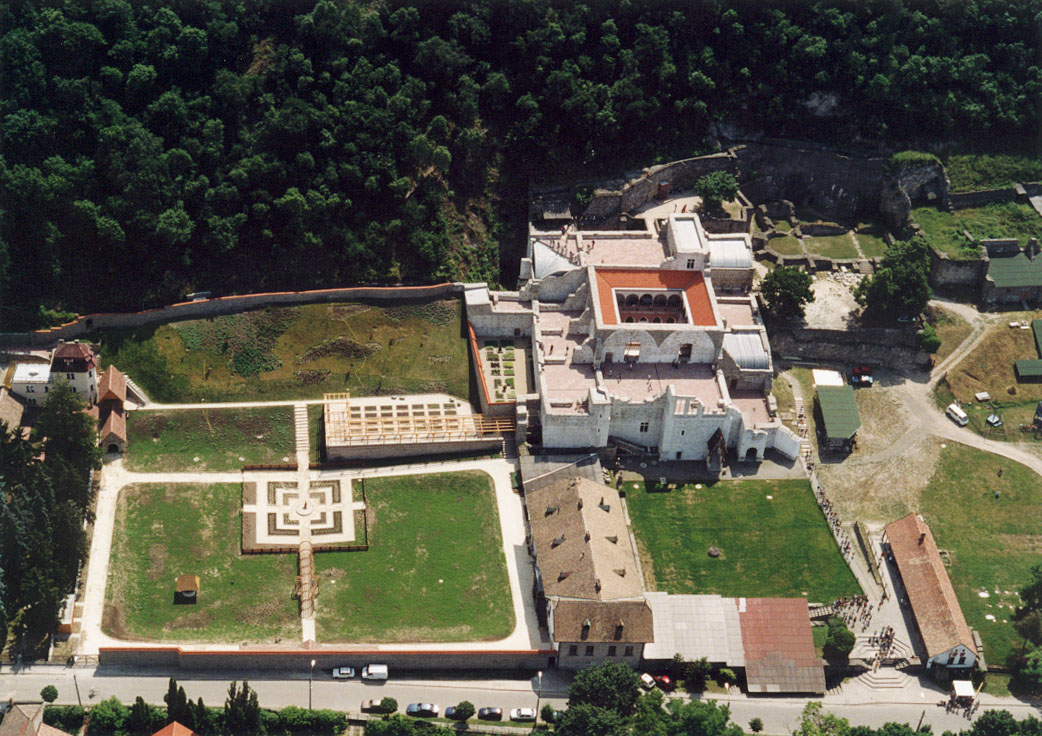
Dzisiejszy widok zamku w Wyszehradzie

Zjazdy w Wyszehradzie – wspólne określenie dwóch spotkań królów Polski (Kazimierza Wielkiego), Czech (Jana Luksemburczyka) i Węgier-Chorwacji (Karola Andegaweńskiego), które odbyły się w listopadzie 1335 i latem 1338 lub 1339 roku. Odnosi się również do spotkania prezydentów Polski (Lecha Wałęsy), Czechosłowacji (Václava Havla) i premiera Węgier (Józsefa Antalla), które odbyło się w 1991. Wszystkie te spotkania odbyły się w zamku w Wyszehradzie.
Celem pierwszego zjazdu z 1335 było rozstrzygnięcie przynależności państwowej Pomorza Gdańskiego i Kujaw oraz sporu między Janem Luksemburskim i Kazimierzem Wielkim o koronę polską. W sprawie Pomorza i Kujaw sąd arbitrażowy władców Czech i Węgier wydał wyrok, na mocy którego Zakon miał zatrzymać Pomorze i ziemię chełmińską, a zwrócić Polsce Kujawy i ziemię dobrzyńską. Natomiast w sprawie sporu o koronę Jan Luksemburski, król Czech i Polski, zażądał od Kazimierza III, króla Polski (Krakowa), 20 000 kop groszy praskich. Kazimierz zaakceptował te warunki i tym samym stał się niekwestionowanym władcą Polski. Doszło również do zawarcia polsko-czesko-węgierskiego sojuszu przeciw Habsburgom.
W okresie między zjazdami Kazimierz starał się o postawienie Krzyżaków w stan oskarżenia przed sądem papieskim.
Celem drugiego zjazdu z 1338 lub 1339 było ułożenie stosunków z Czechami. Kazimierz zgodził się nie naruszać czeskiego stanu posiadania na Śląsku i Mazowszu i zobowiązał się nie wywierać nacisków w jakiejkolwiek formie, aby księstwa te przeszły pod jego zwierzchnictwo. W zamian uzyskał deklarację, że Luksemburczyk nie będzie utrudniał doprowadzenia Krzyżaków przed sąd papieski. Na zjeździe pojawił się także mazowiecki krewniak Kazimierza, Jerzy II Trojdenowicz, książę halicko-włodzimierski. Uznał Kazimierza swym następcą w razie swej bezpotomnej śmierci. Jednak by umowa mogła wejść w życie, musiał się na nią zgodzić Karol, król Węgier. W zaistniałej sytuacji Kazimierz wyznaczył na swego następcę w razie bezpotomnej śmierci Ludwika, królewicza węgierskiego. Inaczej mówiąc, w zamian za „umowę na przeżycie” Polska otrzymywała prawa do Rusi.
Już w lutym 1339 rozpoczął się proces przeciwko Zakonowi w Warszawie na terytorium neutralnego Mazowsza. Sąd uznał Krzyżaków winnymi i nakazał zwrócić Polsce wszystkie ziemie sporne. Jednak w wyniku apelacji papież unieważnił wyrok. W następnym roku zmarł halicki książę Jerzy II, co doprowadziło do wybuchu trwającej około 50 lat wojny o jego księstwo. By móc skierować całą swoją politykę na wschód, Kazimierz zawarł z zakonem w 1343 pokój w Kaliszu, a 5 lat później z Czechami w Namysłowie.

## Sytuacja przed Zjazdami

### Przyczyny i przebieg konfliktu o Pomorze i Kujawy z Zakonem
W 1228 Konrad mazowiecki nadał Zakonowi ziemię chełmińską, by bronił jego księstwa przed najazdami pogan z północy i pomógł w chrystianizacji Prusów. Cesarz Fryderyk II oraz papież Grzegorz IX zezwolili oficjalnie Zakonowi na założenie na terenach odebranych Prusom swojego własnego państwa, które formalnie miało stać się częścią Rzeszy i jednocześnie lennem książąt mazowieckich.
W 1306 przedstawiciele pomorskiego rodu Święców oddali Władysławowi Łokietkowi Pomorze Gdańskie. Namiestnikami w tej dzielnicy książę mianował swych bratanków Przemysła i Kazimierza. Latem 1308 wojska brandenburskie przy pomocy rodu Święców zajęły Pomorze. Łokietek wezwał na pomoc Krzyżaków, którzy wyparli Brandenburczyków, ale zażądali wypłacenia wysokiej sumy za pomoc oraz odsprzedanie Pomorza. Wobec braku zgody księcia krakowskiego, Krzyżacy zajęli zbrojnie gród, odkupując prawa do tej dzielnicy od Brandenburgii. Sąd papieski w Inowrocławiu w 1321 nakazał zwrot Polsce Pomorza i ziemi chełmińskiej oraz wypłacenia jej odszkodowania w wysokości 30 000 grzywien. Zakon jednak nie zamierzał rezygnować ze zdobyczy.

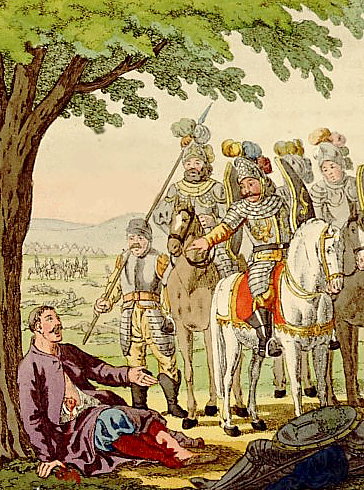
Władysław Łokietek i Florian Szary po bitwie pod Płowcami 1331

Po raz kolejny do sporów z Zakonem doszło w 1327, gdy Łokietek wyprawił się na Mazowsze z celem przyłączenia go do swego królestwa. Z pomocą książętom mazowieckim przyszli Krzyżacy, którzy nieustannie atakowali ziemie polskie. W 1329 zajęli ziemię dobrzyńską. W 1331 wraz z Janem Luksemburskim wyprawili się na Kujawy i Wielkopolskę i gdy doszli pod Kalisz, a ich czeski sojusznik nadal przebywał na Śląsku, wycofali się. Podzieli się na dwa oddziały. Większy oddział wyruszył pod Brześć Kujawski, a mniejszy miał odprowadzić tabory z łupami. Ten oddział 27 września zaatakował Łokietek. Rozegrała się słynna bitwa pod Płowcami. Polski król pokonał Krzyżaków, jednak z większym oddziałem już nie był w stanie wygrać. W następnym roku Polska utraciła Kujawy. Król był zmuszony zawrzeć roczny rozejm z Zakonem. Rok później Łokietek zmarł, rządy w kraju objął jego syn Kazimierz.
Kazimierz III Łokietkowic został koronowany na Wawelu na króla Polski 25 kwietnia 1333. Miesiąc później, 23 maja upłynął termin rozejmu polsko-krzyżackiego zawartego rok wcześniej przez zmarłego króla Władysława Łokietka. Kazimierzowi bardzo zależało na utrzymaniu pokoju, dlatego przedłużył rozejm o rok. W 1334 papież Jan XXII, rezydujący w Awinionie wystosował do krzyżackiego wielkiego mistrza i polskiego króla bulle, w których nakłaniał ich do zawarcia pokoju. Papieską akcją dyplomatyczną kierował legat Galhard de Carceribus. Jej wynikiem był przedłużenie rozejmu do 1335, kiedy sprawa miała zostać rozpatrzona przez sąd arbitrażowy władców Czech i Węgier. Do czasu rozstrzygnięcia sporu Brześć na Kujawach został przekazany pod władzę Siemowita II, księcia warszawsko-rawsko-wiskiego.

### Przyczyny i przebieg sporu o koronę, Śląsk i Mazowsze z Luksemburgami

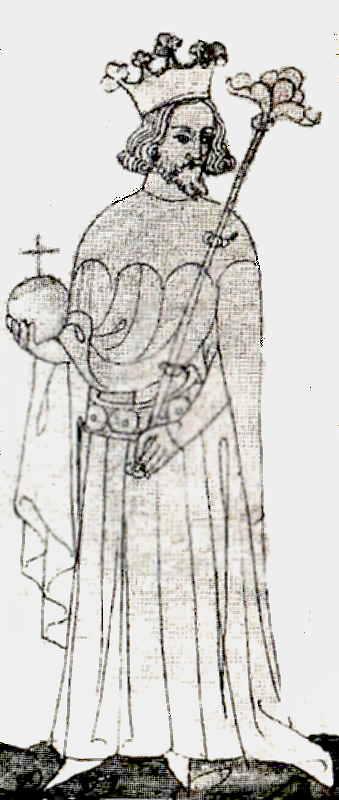
Jan Luksemburski

W 1306 zmarł król Czech i Polski Wacław III, kładąc kres głównej linii dynastii Przemyślidów. Za władcę Polski od tego momentu uznaje się księcia krakowsko-sandomierskiego Władysława Łokietka z kujawskiej linii Piastów. W Czechach w ciągu 4 lat panowało dwóch władców z dwóch innych dynastii (Henryk Karyncki i Rudolf III Habsburg). W 1310 król niemiecki Henryk VII Luksemburski pozbawił Henryka tronu, nadając go swemu synowi, Janowi. Henryk, Rudolf i Jan uważali się za spadkobierców Przemyślidów. Z tego powodu tytułowali się „król Czech i Polski”, mimo iż nie sprawowali władzy nad ziemiami polskimi. W 1314 w tytulaturze Władysława Łokietka pojawiło się sformułowanie dziedzic Królestwa Polskiego, a w 1318 zaczął starania o koronę królewską. W tym celu w czerwcu 1318 zwołano do Sulejowa zjazd możnych świeckich i duchownych, na którym nie pojawili się przedstawiciele Wielkopolski. Uchwalono wówczas petycję do papieża Jana XXII, prosząc go o zgodę na koronację krakowskiego księcia. Papież zajął w tej sprawie dwuznaczne stanowisko. W Polsce uznano, że papież nie popiera koronacji, ale się jej nie sprzeciwia. W związku z tym 20 stycznia 1320 Łokietek został koronowany w katedrze wawelskiej na króla Polski. Jego królewski tytuł nie cieszył się szerokim uznaniem. Jego zwierzchnictwo uznali jedynie jego bratankowie na Kujawach. Na arenie międzynarodowej za króla Polski uznawano Jana Luksemburskiego, który tytułował Łokietka, a później jego następcę Kazimierza „królem krakowskim”. W 1321 Władysław zaangażował się w sprawy Śląska. Wkrótce dwaj pretendenci do władzy nad Oleśnicą zdali się na jego wyrok, co sugerowało, że jego królewski tytuł został uznany także przez część jego śląskich krewniaków. W latach 1327–1329 Jan zhołdował większość książąt śląskich i Wacława, księcia płockiego. W 1331 Krzyżacy zajęli Kujawy, a Jan (jako król Polski) zatwierdził zakonowi zdobyte przez nich ziemie. 2 marca 1333 Łokietek zmarł, a tron przejął jego syn Kazimierz. Ponieważ Polska i Czechy formalnie nadal były w stanie wojny, 28 maja 1335 Kazimierz zawarł roczny rozejm z Luksemburczykiem. Gwarantami rozejmu ze strony byli władcy Węgier, Sieradza i Łęczycy.

#### Układ w Trenczynie
24 sierpnia 1335 w Trenczynie w północnych Węgrzech spotkali się przedstawiciele Kazimierza III z poselstwem czeskim. Obecny był tam także król Węgier Karol Andegaweński. Kazimierz zezwolił swoim posłom na pełnienie zobowiązań pieniężnych do 30 000 kop groszy praskich. Natomiast pokój miał być zawarty za radą króla węgierskiego.
Układ trenczyński z 24 sierpnia 1335 roku zawarty w Trenczynie na Słowacji, przez polskich pełnomocników króla Kazimierza Wielkiego, którymi byli: kasztelan Spytko z Melsztyna (którego należy utożsamiać ze Spycimirem (Spytkiem) Leliwitą), Zbigniew prepozyt krakowski, Piotr kasztelan sandomierski, Tomasz z Zajączkowa, Niemierza Mądrostka z królem Czech Janem Luksemburskim i jego synem Karolem przy obecności króla Węgier Karola Roberta.
W układzie król czeski Jan Luksemburczyk i jego syn Karol IV zrzekli się praw do Królestwa Polskiego z wyłączeniem księstwa wrocławskiego i głogowskiego i ziem którymi władali:
- Bolesław Legnicko-Brzeski
- Henryk Żagański,
- Konrad I oleśnicki,
- Jan ścinawski,
- Bolko II Opolski,
- Bolesław II Niemodliński,
- Albert strzelecki,
- Władysław kozielsko-bytomski,
- Wacław książę mazowiecki i pan płocki,
- Leszek raciborski,
- Jan I Scholastyk książę oświęcimski
- Władysław cieszyński[5]

Pełnomocnicy Kazimierza Wielkiego zobowiązali się, że król Polski nie będzie domagał się zwrotu wymienionych księstw śląskich (nie wymieniono w układzie księstwa jaworskiego, świdnickiego, ziębickiego oraz księstwa biskupiego nyskiego).
Po spotkaniu Jan Luksemburski usunął ze swojej tytulatury określenie rex Poloniae (król Polski).

## Zjazd w 1335

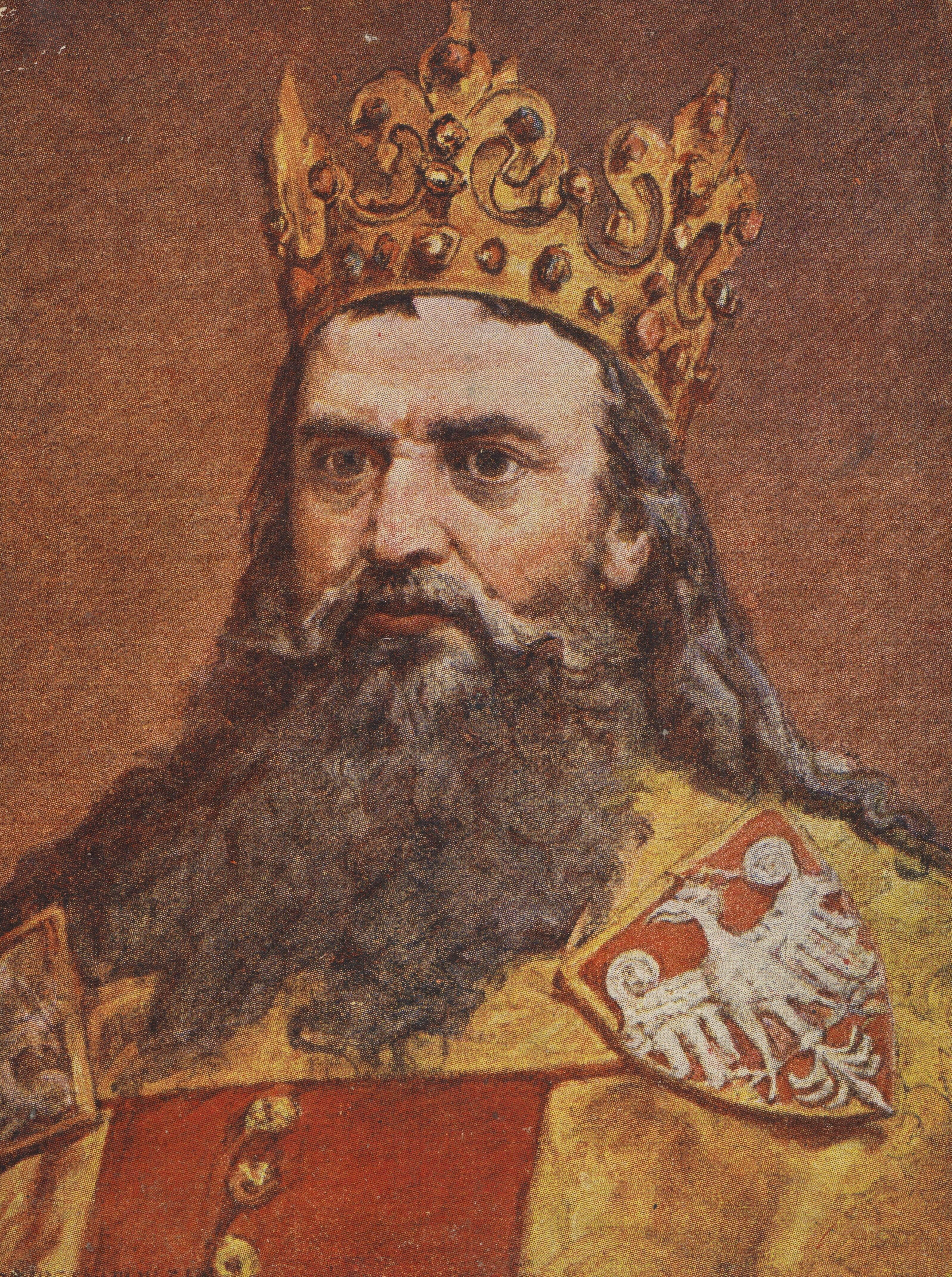
Jan Matejko, Kazimierz III Wielki

W listopadzie 1335 w stołecznym węgierskim Wyszehradzie odbył się szczyt monarchów Węgier (Karol Robert), Czech (Jan) i Polski (Kazimierz III). Mając na względzie jeden z głównych celów spotkania: rozwiązanie sporu polsko-krzyżackiego, zaproszono również delegację krzyżacką, w skład której wchodzili, zaopatrzeni w odpowiednie pełnomocnictwa, prowincjał ziemi chełmińskiej Henryk Rusin, komtur toruński Markward von Sparemberg i komtur Świecia Konrad von Brunsheim. Gospodarzem spotkania był węgierski król Karol Robert z dynastii Andegawenów.

### Sąd arbitrażowy ws. Kujaw i Pomorza
Sąd arbitrażowy władców Czech i Węgier miał rozstrzygnąć kwestię przynależności państwowej spornych ziem: Pomorza Gdańskiego, Kujaw, ziemi dobrzyńskiej i chełmińskiej. Po długim okresie wyczekiwania, 26 listopada ogłoszono wyrok sądu, na mocy którego Zakon miał oddać Polsce Kujawy i ziemię dobrzyńską, natomiast Pomorze Gdańskie i ziemia chełmińska miały pozostać w składzie państwa zakonnego jako wieczysta jałmużna. Choć Kazimierz nie był zadowolony, podporządkował się, gdyż od wyroku takiego sądu nie istniała możliwość odwołania.

### Wykupienie praw do tronu
Na zjeździe miano rozstrzygnąć jeszcze kwestię praw do tronu polskiego Luksemburga i Piasta kujawskiego. Rokowania Kazimierza z Luksemburczykiem sfinalizowano w serii dokumentów z 12, 13 i 19 listopada. Postanowienia układu w Trenczynie uległy zmianie. Jan Luksemburski zażądał za zrzeczenie się praw do tronu polskiego 20 000 kop groszy praskich (1 200 000 groszy). 12 listopada Kazimierz wraz ze swoimi imiennie wymienionymi dostojnikami oświadczył, że wypłaci czeskiemu królowi 10 000 kop groszy jako pierwszą ratę należnej mu kwoty. Co do pozostałych 10 000, to 4 000 kop wypłacił Henrykowi z Lipy, 6 000 zobowiązał się oddać do najbliższej Wielkanocy do Raciborza. W razie niewywiązania się z długu (po części, lub w całości) miał przysłać do Opawy swych imiennie wymienionych dostojników, by tam spędzili areszt do czasu całkowitego wywiązania się z długu. Gdyby jeden z nich zmarł polski król miał wyznaczyć na jego miejsce innego. Jeżeliby jednak dostojnicy zawiedli jako poręczyciele, wówczas król Węgier Karol, jego żona Elżbieta i ich syn Ludwik mieliby zwrócić Janowi dokument, który dotyczył zrzeczenia się przez niego praw do Królestwa Polskiego i tytułu króla Polski. Kazimierz przystał na jego żądania. W tej umowie nie pojawiła się wzmianka o zrzeczeniu się praw Kazimierza do lenn czeskich na Śląsku i Mazowszu.

### Sojusz
Po dokonaniu „transakcji” władcy Węgier, Czech i Polski zawarli sojusz wymierzony przeciwko Habsburgom, który automatycznie przekreślał wspierany przez cesarza Ludwika IV Wittelsbacha sojusz polsko-brandenburski.

### Wpływ na politykę Kazimierza

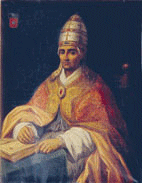
Papież Benedykt XII

W czerwcu 1336, w trakcie walk o obsadę tronu karynckiego, Luksemburczyk zorganizował wyprawę przeciwko Habsburgom. W jego wyprawie brał udział również polski król. Mając bezpieczną granicę ze Śląskiem, rozpoczął własną politykę wobec Krzyżakom: podjął starania o postawienie Zakonu w stan oskarżenia przed sądem kościelnym. Pretekstem był korzystny dla strony polskiej wyrok sądu w Inowrocławiu z 1321, który przyznał Polsce wszystkie sporne ziemie. Mimo zawarcia przymierza w Wyszehradzie, czeski król zachował się nielojalnie wobec Kazimierza. Podczas wyprawy na Litwę w 1337 król czeski wraz z synem zatrzymali się w Inowrocławiu. Tam w obecności Kazimierza ponowił nadanie Krzyżakom Pomorza z 1327, gdy jeszcze tytułował się królem Polski. Ponadto nalegał na wypełnienie zobowiązań wobec Zakonu. Kazimierz zwlekał z podpisanie tych dokumentów. Na szczęście dla niego Stolica Apostolska potwierdziła zasadność skargi złożonej na Krzyżaków, uznanych w związku z wydarzeniami na Kujawach w 1331, za „podpalaczy, świętokradców i złoczyńców”. 4 maja 1338 papież Benedykt XII wyznaczył sędziów (Gaillarda z Carces i Piotra z Puy) do planowanego procesu przeciw Zakonowi.

## Zjazd w 1338
Najprawdopodobniej latem 1338 – część historyków w ślad za Janem Długoszem sądzi, że rok później – odbył się w Wyszehradzie drugi zjazd monarchów. Spośród uczestników tzw. „trójkąta wyszehradzkiego” łączącego władców Węgier, Czech i Polski, osobiście nie stawił się król czeski Jan Luksemburski, którego reprezentował syn Karol, margrabia Moraw. Pojawił się natomiast Jerzy II Trojdenowicz z mazowieckiej linii Piastów, książę halicko-włodzimierski. Ten ostatni zawarł z polskim monarchą „umowę sukcesyjną”: uznał Kazimierza dziedzicem swego ruskiego księstwa w razie swej bezpotomnej śmierci. Jednak pojawił się problem, ponieważ Ruś Halicka, na której panował piastowski książę leżała w węgierskiej strefie wpływów. By umowa mogła wejść w życie musiał się na nią zgodzić węgierski król Karol. W tej sytuacji Kazimierz Wielki, by uzyskać prawo dziedziczenia Halicza i Włodzimierza, nadał królewiczowi węgierskiemu Ludwikowi prawo sukcesji w Polsce, w razie własnej bezpotomnej śmierci. Kazimierz wówczas uważał, że Andegawenowie nie obejmą tronu polskiego, ponieważ miał zaledwie 28 lat.
Kolejną bardzo ważną dla Kazimierza sprawą było ułożenie stosunków ze strona czeską. W zamian za zrzeczenie się praw do zhołdowanych przez Czechy księstw śląskich i Płocka Kazimierz uzyskał deklarację, że Luksemburczyk nie będzie utrudniał doprowadzenia Zakonu przed wyznaczony przez papieża sąd.

### Wpływ na politykę Kazimierza
4 lutego 1339 rozpoczął się proces przeciwko Zakonowi w Warszawie na terytorium neutralnego Mazowsza. Papież polecił rozpatrzyć przede wszystkim:
1. Czy jest zgodne z prawdą, że Krzyżacy zbrojnie zajęli Kujawy oraz ziemię dobrzyńską i michałowską, mordując chrześcijan i paląc kościoły, jak o tym donosił Stolicy Apostolskiej arcybiskup gnieźnieński Janisław.
2. Jakie szkody poniósł król polski na skutek zaboru Pomorza przez zakon.

Sąd przesłuchał 126 świadków i 15 września zapadł wyrok: Krzyżaków uznano winnymi, obłożono ekskomuniką i zobowiązano do zwrotu Polsce Pomorza Gdańskiego, Kujaw, ziemi dobrzyńskiej, chełmińskiej i michałowskiej oraz wypłacenia 194 500 grzywien odszkodowania. Krzyżacy nie zamierzali się poddać i w wyniku apelacji papież unieważnił niekorzystny dla nich wyrok.
Kolejną ważną kwestią była umowa sukcesyjna zawarta przez władców Rusi i Polski. 7 kwietnia 1340 w wyniku spisku poddanych zmarł książę Jerzy II. Kazimierz jako jego sukcesor pośpiesznie wyprawił się swoimi wojskami na Ruś. W ten sposób rozpoczęła się wojna o księstwo halicko-włodzimierskie trwająca około 50 lat. Wydarzenie to otworzyło przed polską polityka zagraniczną nowe wyzwanie, ponieważ Polska nie była w stanie podjąć walki na dwa fronty jednocześnie.
By nie utracić ziem ruskich, Kazimierz zawarł w 1343 w Kaliszu pokój z Zakonem. Zgodnie z ustaleniami Zakon zatrzymał Pomorze i ziemię chełmińską jako jałmużnę (choć już nie wieczystą, co teoretycznie pozwalało na jej odwołanie w razie nielojalnosci Krzyżaków), w zamian oddał Polsce Kujawy i ziemię dobrzyńską, częściowo tak, jak postanowił arbitraż z 1335. Pozwoliło to skierować polską politykę na wschód (z przerwą w latach 1345–1348) i ostatecznie podzielić Ruś Czerwoną i Wołyń między Polskę i Litwę.